# غابرييل ارسي
غابرييل ارسي (بالإسبانية: Gabriel Arce)‏ هو لاعب كرة قدم أرجنتيني في مركز الهجوم، ولد في 1 مايو 1995 في Godoy Cruz, Mendoza ‏ في الأرجنتين. لعب مع إنديبندينتي.

## وصلات خارجية
- غابرييل ارسي على موقع قاعدة بيانات كرة القدم.إي يو (الإنجليزية)
- غابرييل ارسي على موقع Soccerway.com (الإنجليزية)